# Championnats d'Océanie de breakdance 2023
Les Championnats d'Océanie de breakdance 2023 se déroulent du 27 au 28 octobre 2023 à Sydney, en Australie. Il s'agit de la première édition de cette compétition sous l'égide de la Fédération mondiale de danse sportive.
La compétition qualificative pour les Jeux olympiques de 2024 à Paris se déroule à l'Hôtel de ville de Sydney.

## Podiums
| Épreuves | Or                             | Argent                              | Bronze                               |
| -------- | ------------------------------ | ----------------------------------- | ------------------------------------ |
| B-Girls  | Rachael Gunn (Raygun) (AUS)    | Molly Therese Chapman (Molly) (AUS) | Hannah Georgina Belet (Hannah) (AUS) |
| B-Boys   | Jeffrey Dunne (J Attack) (AUS) | Benji Cogdell-Baird (Benmx) (AUS)   | Gerard Cabellon (Kid Tek) (AUS)      |